# Christian Reuter (Informatiker)
Christian Reuter (* 1984 in Siegen) ist ein deutscher Informatiker und Professor für Wissenschaft und Technik für Frieden und Sicherheit an der Technischen Universität Darmstadt. Er gehört zu den wenigen Professoren für naturwissenschaftlich-technische Friedensforschung in Deutschland.

## Werdegang
Reuter wurde 2014 von der Universität Siegen im Fach Wirtschaftsinformatik und 2022 an der Radboud Universiteit Nijmegen im Fach Sicherheitspolitik promoviert. Seit 2017 ist er W3-Universitätsprofessor am Fachbereich Informatik der Technischen Universität Darmstadt und stand diesem seit 2021 als Prodekan und von 2023 bis 2025 als Dekan vor. Zudem ist er Zweitmitglied des Fachbereichs Gesellschafts- und Geschichtswissenschaften.
2017 gründete er an der Technischen Universität Darmstadt den interdisziplinären Lehrstuhl PEASEC (Science and Technology for Peace and Security), welcher die Themenbereiche Friedensinformatik und technische Friedensforschung, Kriseninformatik und Information Warfare sowie Benutzbare Sicherheit und Privatheit erforscht. Zusammen mit seinem Team koordiniert er Forschungsprojekte (gefördert durch das Bundesministerium für Bildung und Forschung, Deutsche Friedensgesellschaft, EU) und betreut erfolgreich Doktoranden.
Christian Reuter engagiert sich in der Universität (z. B. als Dekan, als Profilthemensprecher, im Fachbereichsrat, in der Prüfungskommission, in Berufungs- und Promotionskommissionen, in der Ethikkommission), in Großprojekten (z. B. als ATHENE-Forschungsbereichsleiter oder DFG-SFB-Direktoriumsmitglied), in Fachgesellschaften (z. B. Gesellschaft für Informatik, verschiedene Beiräte) sowie als Hauptorganisator wissenschaftlicher Konferenzen (z. B. Mensch und Computer ‘22, Science Peace Security ’19 und ’23) und in wissenschaftlichen Herausgebergremien (z. B. Behaviour & Information Technology). Er ist Gründungssprecher der Fachgruppe „Mensch-Maschine-Interaktion in sicherheitskritischen Systemen“ (heute Usable Safety & Security) der Gesellschaft für Informatik.

## Preise und Auszeichnungen
Seine Forschung und die seines Teams wurde vielfach ausgezeichnet, unter anderem mit dem ACM CHI Best Paper Award 2025 und 2024, dem ACM CSCW Best Paper Award 2024, dem FIfF Weizenbaum Study Preis 2024 und dem ISCRAM Best Paper Award 2024.

## Publikationen
- Information Technology for Peace and Security – IT Applications and Infrastructures in Conflicts, Crises, War, and Peace. 2. Auflage. Springer Vieweg, Wiesbaden 2024, doi:10.1007/978-3-658-44810-3.
- A European Perspective on Crisis Informatics: Citizens’ and Authorities’ Attitudes Towards Social Media for Public Safety and Security. The Radboud University Thesis Repository, Nijmegen 2022, doi:10.1007/978-3-658-39720-3.
- Sicherheitskritische Mensch-Computer-Interaktion: Interaktive Technologien und Soziale Medien im Krisen- und Sicherheitsmanagement. 2. Auflage. Springer Vieweg, Wiesbaden 2021, doi:10.1007/978-3-658-32795-8.
- mit Marc-André Kaufhold, Stefka Schmid, Thomas Spielhofer, Anna Sophie Hahne: The Impact of Risk Cultures: Citizens’ Perception of Social Media Use in Emergencies across Europe Technological Forecasting and Social Change (TFSC). In: Technological Forecasting & Social Change. 148, 2019, S. 1–17, doi:10.1016/j.techfore.2019.119724.
- mit Amanda Lee Hughes, Marc-André Kaufhold: Social Media in Crisis Management: An Evaluation and Analysis of Crisis Informatics Research. In: International Journal on Human-Computer Interaction (IJHCI). 34, Nr. 4, 2018, S. 280–294. doi:10.1080/10447318.2018.1427832.
- mit Marc-André Kaufhold: Fifteen Years of Social Media in Emergencies: A Retrospective Review and Future Directions for Crisis Informatics. In: Journal of Contingencies and Crisis Management (JCCM). 26, Nr. 1, 2018, S. 41–57. doi:10.1111/1468-5973.12196.
- mit Thomas Ludwig, Marc-André Kaufhold, Thomas Spielhofer: Emergency Services Attitudes towards Social Media: A Quantitative and Qualitative Survey across Europe. In: International Journal on Human-Computer Studies (IJHCS). 95, 2016, S. 96–111. doi:10.1016/j.ijhcs.2016.03.005.
- mit Thomas Ludwig, Marc-André Kaufhold, Volkmar Pipek: XHELP: Design of a Cross-Platform Social-Media Application to Support Volunteer Moderators in Disasters. In: Proceedings of the Conference on Human Factors in Computing Systems (CHI) Seoul, Korea. 2015, doi:10.1145/2702123.2702171.
- mit Thomas Ludwig, Volkmar Pipek: Ad Hoc Participation in Situation Assessment: Supporting Mobile Collaboration in Emergencies. In: ACM Transactions on Computer-Human Interaction (TOCHI). 21, Nr. 5, 2014, S. 1–26, doi:10.1145/2651365.
- Emergent Collaboration Infrastructures: Technology Design for Inter-Organizational Crisis Management (Ph.D. Thesis). University of Siegen, Institute for Information Systems: Springer Gabler, 2014, doi:10.1007/978-3-658-08586-5.
- mit Oliver Heger, Volkmar Pipek: Combining Real and Virtual Volunteers through Social Media Proceedings of the Information Systems for Crisis Response and Management (ISCRAM). Baden-Baden 2013.
- mit Alexandra Marx, Volkmar Pipek: Crisis Management 2.0: Towards a Systematization of Social Software Use in Crisis Situations. In: International Journal of Information Systems for Crisis Response and Management (IJISCRAM). 4, Nr. 1, 2012, S. 1–16. doi:10.4018/jiscrm.2012010101.